# Pitane
Pitane (gr. Πιτάνη) – w starożytności greckie miasto (polis), położone na wybrzeżu Morza Egejskiego w Eolii (dzisiejsza Turcja, prowincja İzmir). Zachowane antyczne ruiny stanowią współcześnie atrakcję turystyczną.
O Pitane wspomina już Herodot w Dziejach (I.149.1) przedstawiając listę miast eolskich. Cztery wieki później Strabon w Geografii (XIII.I.67) informuje, że miasto posiadało dwa porty u ujścia rzeki, a w jego pobliżu swój początek miał akwedukt miasta Adramyttion (gr. Άδραμύττιον, łac. Adramyttium – dzisiejsze tureckie Edremit). Współczesny mu Diodor Sycylijski w księdze XVII Biblioteki (XVII.7.9) opisuje macedońskie oblężenie Pitane pod wodzą Parmeniona i skuteczną odsiecz Memnona z Rodos, która ocaliła miasto.
Według relacji Diogenesa Laertiosa (Żywoty i poglądy słynnych filozofów, Księga IV.28 – Arkezylaos) z Pitane pochodził matematyk i astronom Autolykos oraz jego uczeń filozof Arkezylaos, założyciel średniej Akademii w Atenach.
Cenne stanowisko archeologiczne. Wśród znalezisk ceramika okresu archaicznego w stylu geometrycznym i protogeometrycznym, a także terra sigillata, duża liczba orientalizujących waz oraz archaiczny posąg.